# José Abraham Martínez Betancourt
José Abraham Martínez Betancourt (* 16. März 1903 in Peribán, Michoacán, Mexiko; † 8. April 1982) war Bischof von Tacámbaro.

## Leben
José Abraham Martínez Betancourt empfing am 28. Oktober 1928 das Sakrament der Priesterweihe.
Am 17. Juli 1940 ernannte ihn Papst Pius XII. zum Bischof von Tacámbaro. Der Bischof von Veracruz-Jalapa, Manuel Pío López Estrada, spendete ihm am 20. Oktober desselben Jahres die Bischofsweihe; Mitkonsekratoren waren der Koadjutorerzbischof von Morelia, Luis María Altamirano y Bulnes, und der Bischof von Zamora, Manuel Fulcheri y Pietrasanta.
Am 5. Juni 1979 nahm Papst Johannes Paul II. das von José Abraham Martínez Betancourt aus Altersgründen vorgebrachte Rücktrittsgesuch an.